# Plesiomonas
I Plesiomonas sono batteri gram negativi di forma bacillare è piuttosto tozzi (1x3μ). Il batterio P. shigelloides causa diarrea occasionale ed è un componente della microbiota umano; P shigelloides è patogeno per animali acquatici e terrestri.